# New Haven (Connecticut)
New Haven es la tercera ciudad más grande del estado  estadounidense de Connecticut, tras Bridgeport y Hartford, y está localizada en el condado de New Haven, sobre la costa del Long Island Sound o estrecho de Long Island. Tiene una superficie de 52,4 km². Según estimaciones de la Oficina del censo en 2009, la ciudad tenía una población de 123 330 habitantes, y una densidad de 2549 hab/km². En la ciudad se localiza la Universidad de Yale. Fue fundada en 1638 por un grupo de puritanos provenientes de Inglaterra. Se le considera como la primera ciudad planificada de Estados Unidos. Aquí nació en 1946 George W. Bush, 43.º presidente de los Estados Unidos de América.

## Historia

### Fundación precolonial como colonia independiente
Antes de que llegaran los europeos, la zona de New Haven estuvo habitada por la tribu de nativos americanos quinnipiac, que vivía en aldeas alrededor del puerto y subsistía de la pesca local y la agricultura de maíz. El área fue visitada brevemente por el explorador neerlandés Adriaen Block en 1614. Los comerciantes neerlandeses establecieron un pequeño sistema de comercio de pieles de castor con los habitantes locales, pero el comercio fue esporádico y los neerlandeses no se establecieron permanentemente en el área.

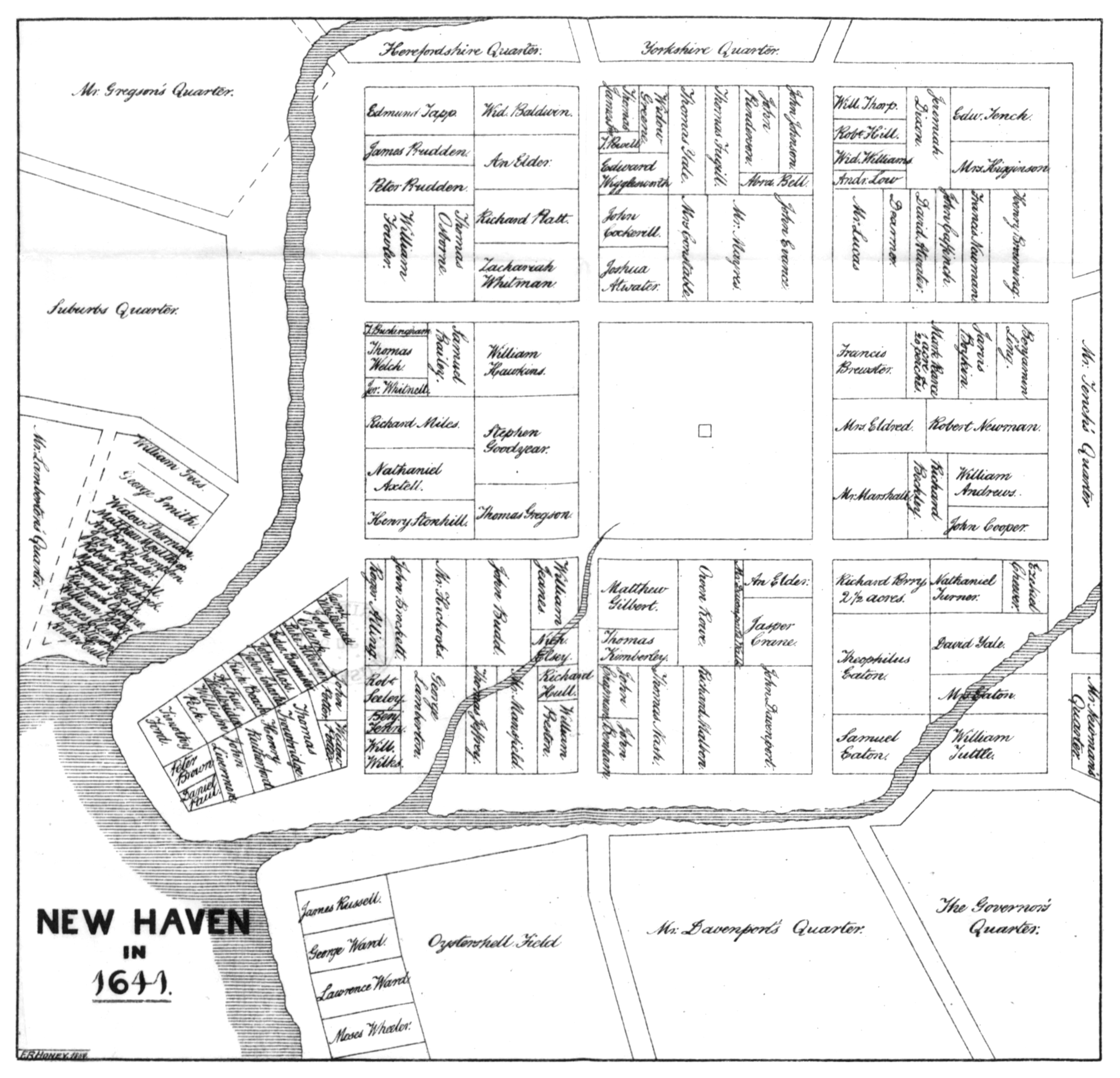
El plan de nueve cuadrados de 1638, con el New Haven Green existente en su centro, continúa definiendo el centro de New Haven.

En 1637, un pequeño grupo de puritanos reconoció el área del puerto de New Haven y pasó el invierno. En abril de 1638, el grupo principal de quinientos puritanos que habían abandonado la Provincia de la Bahía de Massachusetts bajo el liderazgo del reverendo John Davenport y el comerciante londinense Theophilus Eaton se embarcó en el puerto. Esperaban establecer una comunidad teológica con el gobierno más estrechamente relacionado con la iglesia que la de Massachusetts, y explotar el excelente potencial del área como puerto. Los Quinnipiacs, que fueron atacados por los vecinos Pequot, vendieron sus tierras a los colonos a cambio de protección.
En 1640, el gobierno teocrático de "Qunnipiac" y el plan de cuadrícula de nueve cuadrados estaban en su lugar, y la ciudad pasó a llamarse New Haven, con "refugio" que significa puerto o puerto. (Sin embargo, el área hacia el norte permaneció en Quinnipiac hasta 1678, cuando pasó a llamarse Hamden). El asentamiento se convirtió en la sede de la colonia de New Haven, distinta de la colonia de Connecticut establecida anteriormente en el norte centrada en Hartford. Reflejando sus raíces teocráticas, la colonia de New Haven prohibía el establecimiento de otras iglesias, mientras que la colonia de Connecticut si lo permitía.
El desastre económico golpeó a Newhaven en 1646, cuando la ciudad envió su primer barco completamente cargado de bienes locales a Inglaterra. Nunca llegó a su destino, y su desaparición obstaculizó el desarrollo de New Haven frente a las crecientes potencias comerciales de Boston y Nueva Ámsterdam.
En 1660, se cumplieron los deseos del fundador de la Colonia, John Davenport, y se fundó la Escuela de Hopkins en New Haven con dinero de la herencia de Edward Hopkins.
En 1661, los regicidas que habían firmado la sentencia de muerte de Carlos I de Inglaterra fueron perseguidos por Carlos II. Dos de ellos, el coronel Edward Whalley y el coronel William Goffe, huyeron a New Haven para refugiarse. Davenport hizo arreglos para que se escondieran en las colinas de West Rock al noroeste de la ciudad. Más tarde, un tercer juez, John Dixwell, se unió a los demás.
- Wikisource contiene obras originales de o sobre New Haven (Connecticut).

### Como parte de la provincia de Connecticut

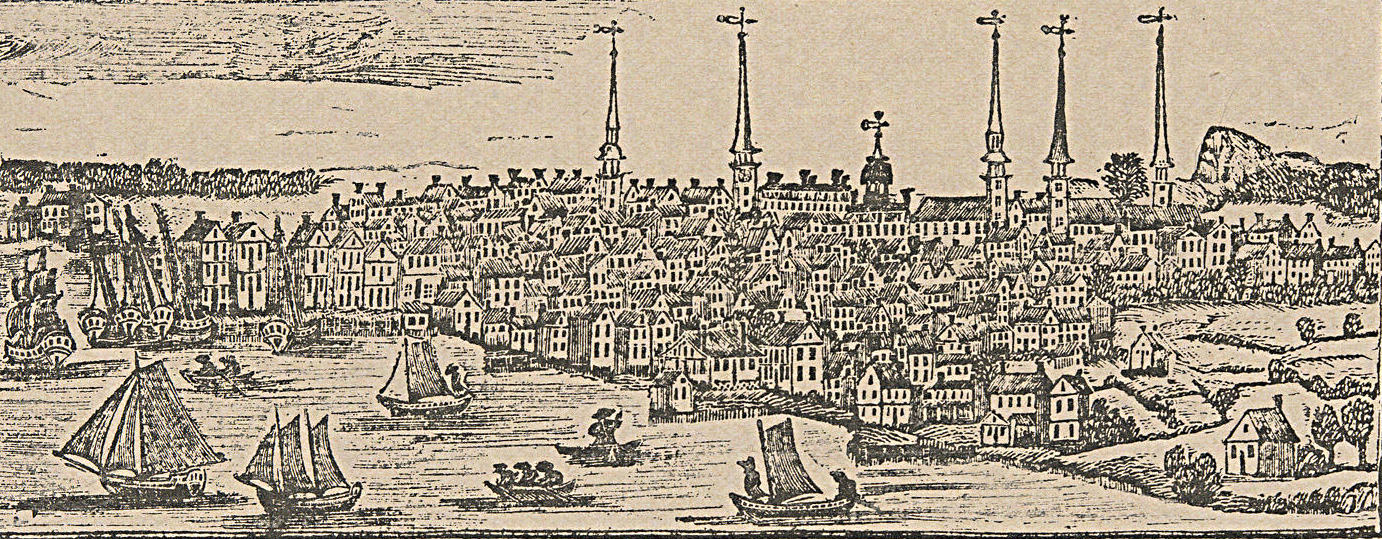
New Haven apareció en un grabado de 1786.

En 1664, New Haven se convirtió en parte de la provincia de Connecticut cuando las dos colonias se fusionaron bajo la presión política de Inglaterra, según el folklore como castigo por albergar a los tres jueces (en realidad, para fortalecer el caso de la toma de control de la cercana Nueva Ámsterdam, que rápidamente estaba perdiendo territorio para los inmigrantes de Connecticut).[cita requerida] Algunos miembros de la provincia de New Haven que buscaban establecer una nueva teocracia en otros lugares establecieron Newark.

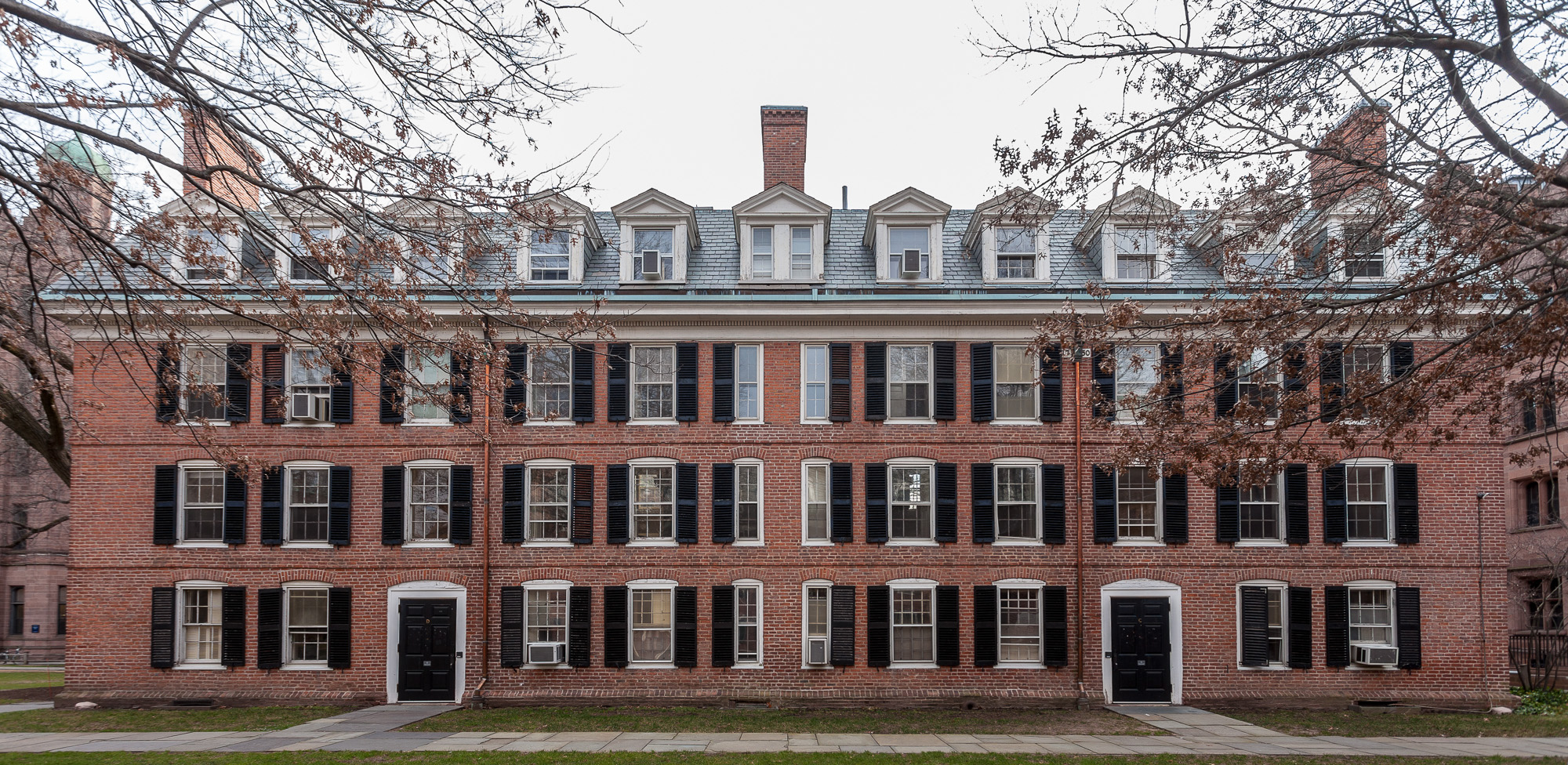
Connecticut Hall, construido entre 1750 y 1756, es el edificio más antiguo existente en Yale.

Se convirtió en co-capital de Connecticut en 1701, un estado que conservó hasta 1873.
En 1716, la Escuela Colegiada se mudó de Old Saybrook a New Haven, estableciendo New Haven como un centro de aprendizaje. En 1718, en respuesta a una gran donación del comerciante de la Compañía Británica de las Indias Orientales, Elihu Yale, exgobernador de Madras, el nombre de la Escuela Colegiada fue cambiado a Yale Universidad Yale.
Durante más de un siglo, los ciudadanos de New Haven habían luchado en la milicia colonial junto con las fuerzas británicas regulares, como en la guerra franco-india. A medida que se acercaba la Revolución Americana, el general David Wooster y otros residentes influyentes esperaban que el conflicto con el gobierno en Gran Bretaña pudiera resolverse antes de la rebelión. El 23 de abril de 1775, que todavía se celebra en New Haven como el Día de la Casa del Polvo, la Segunda Compañía, la Guardia del Gobernador, de New Haven, entró en la lucha contra el parlamento británico. Bajo el mando del capitán Benedict Arnold, irrumpieron en la casa de la pólvora para armarse y comenzaron una marcha de tres días a Cambridge. Otros miembros de la milicia de New Haven estuvieron presentes para escoltar a George Washington desde su estadía en New Haven en su camino a Cambridge. Los informes contemporáneos, de ambos lados, comentan sobre el comportamiento militar profesional de los voluntarios de New Haven, incluidos los uniformes.
El 5 de julio de 1779, 2600 leales y regulares británicos bajo el mando del general William Tryon, gobernador de Nueva York, desembarcaron en el puerto de New Haven y asaltaron la ciudad de 3500 personas. Una milicia de estudiantes de Yale se había estado preparando para la batalla, y el expresidente de Yale y profesor de la Universidad de Divinidad de Yale, Naphtali Daggett, salió a enfrentarse a los Redcoats. El presidente de Yale, Ezra Stiles, relató en su diario que, aunque movía los muebles antes de la batalla, todavía no podía creer que la revolución había comenzado. New Haven no fue incendiado como lo hicieron los invasores con Danbury en 1777, o Fairfield y Norwalk una semana después de la incursión de New Haven, por lo que se conservaron muchas de las características coloniales de la ciudad.

### Periodo posprovincial e industrialización
New Haven fue incorporada como ciudad en 1784, y Roger Sherman, uno de los firmantes de la Constitución y autor del "Compromiso de Connecticut", se convirtió en el primer alcalde de la nueva ciudad.
| Ciudades creadas a partir de la colonia original de New Haven |                       |             |
| Nueva ciudad                                                  | Separado de           | Incorporado |
| Wallingford                                                   | New Haven             | 1670        |
| Cheshire                                                      | Wallingford           | 1780        |
| Meriden                                                       | Wallingford           | 1806        |
| Branford                                                      | New Haven             | 1685        |
| North Branford                                                | Branford              | 1831        |
| Woodbridge                                                    | New Haven and Milford | 1784        |
| Bethany                                                       | Woodbridge            | 1832        |
| East Haven                                                    | New Haven             | 1785        |
| Hamden                                                        | New Haven             | 1786        |
| North Haven                                                   | New Haven             | 1786        |
| Orange                                                        | New Haven and Milford | 1822        |
| West Haven                                                    | Orange                | 1921        |

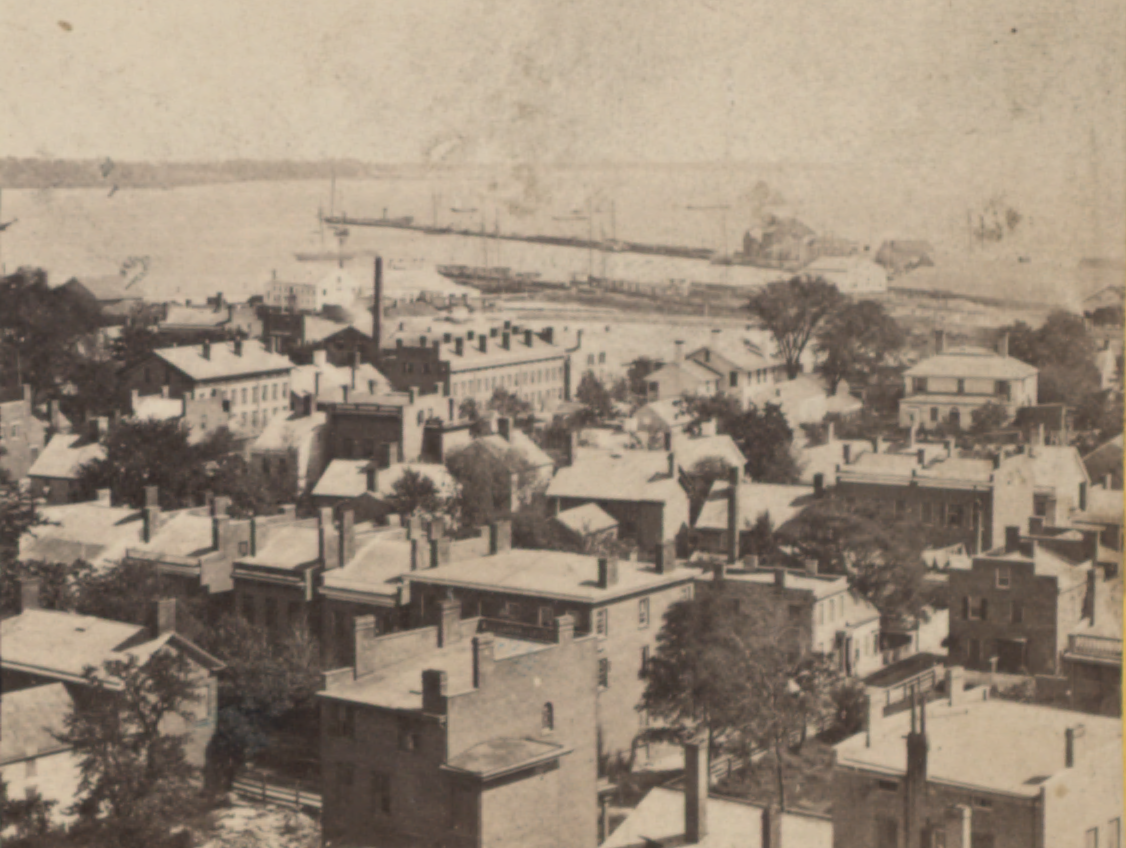
El puerto de New Haven y el largo muelle, visto desde Depot Tower, c.1849.

La ciudad hizo fortuna a fines del siglo XVIII con los inventos y la actividad industrial de Eli Whitney, un graduado de Yale que permaneció en New Haven para desarrollar la desmotadora de algodón y establecer una fábrica de fabricación de armas en la parte norte de la ciudad, cerca del pueblo de Hamden. Esa área todavía se conoce como Whitneyville, y la carretera principal que atraviesa ambas ciudades se conoce como Whitney Avenue. La fábrica ahora es el Museo Eli Whitney, que tiene un énfasis particular en actividades para niños y exhibiciones pertenecientes al A. C. Gilbert Company. Su fábrica, junto con la de Simeon North, y los animados sectores de fabricación de relojes y latón, contribuyeron a hacer de Connecticut una poderosa economía manufacturera; surgieron tantos fabricantes de armas que el estado se hizo conocido como "El Arsenal de América". Fue en la planta de fabricación de armas de Whitney donde Samuel Colt inventó el revólver automático en 1836. Muchos otros maquinistas y diseñadores de armas de fuego talentosos fundarían empresas exitosas de fabricación de armas de fuego en New Haven, incluidos Oliver Winchester y O.F. Mossberg & Sons.
El Canal de Farmington, creado a principios del siglo XIX, fue un transportador de mercancías de corta duración en las regiones interiores de Connecticut y Massachusetts, y se extendió desde New Haven hasta Northampton.

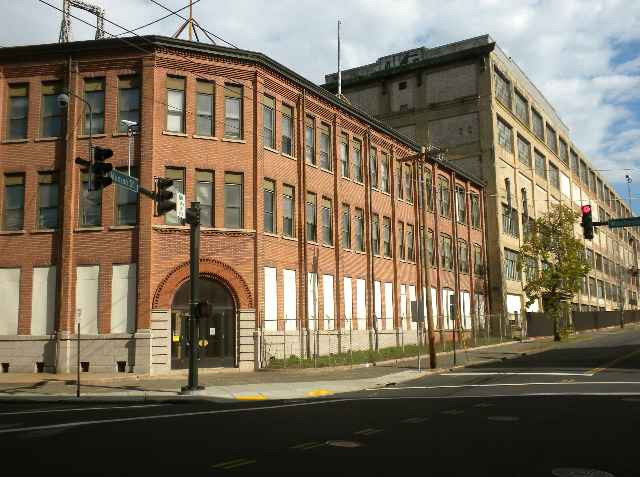
Sitio de la Winchester Repeating Arms Company, que desde 1981 se ha convertido en Science Park en Yale, un complejo para empresas nuevas y tecnológicas.

En New Haven se produjo uno de los primeros eventos importantes en el floreciente movimiento en contra la esclavitud cuando, en 1839, el juicio de amotinados miembros de la tribu Mendé siendo transportados como esclavos en la esclavitud española Amistad se llevó a cabo en el  Tribunal de Distrito de los Estados Unidos para el Distrito de Connecticut. Hay una estatua de Joseph Cinqué, el líder informal de los esclavos, al lado del Ayuntamiento. Consulte "Museos" a continuación para obtener más información. Abraham Lincoln pronunció un discurso sobre la esclavitud en New Haven en 1860, poco antes de asegurarse la nominación republicana para el presidente.
La guerra civil estadounidense impulsó la economía local con las compras de bienes industriales en tiempos de guerra, incluida la de New Haven Arms Company, que más tarde se convertiría en la Winchester Repeating Arms Company. (Winchester continuaría produciendo armas en New Haven hasta 2006, y muchos de los edificios que formaban parte de la planta de Winchester ahora forman parte del Distrito histórico de Winchester Repeating Arms Company). Después de la guerra, la población creció y duplicado a principios del siglo XX, sobre todo debido a la afluencia de inmigrantes del sur de Europa, particularmente de Italia. Hoy, aproximadamente la mitad de las poblaciones de East Haven, West Haven y North Haven son de origen italiano. La inmigración judía a New Haven ha dejado una marca duradera en la ciudad. Westville era el centro de la vida judía en New Haven, aunque hoy en día muchos se han desplegado en comunidades suburbanas como Woodbridge y Cheshire.

## Geografía
New Haven se encuentra ubicada en las coordenadas 41°18′36″N 72°55′25″O / 41.31000, -72.92361.

## Demografía
Según la Oficina del Censo en 2000 los ingresos medios por hogar en la localidad eran de $29.604 y los ingresos medios por familia eran $35,950. Los hombres tenían unos ingresos medios de $33.605 frente a los $28.424 para las mujeres. La renta per cápita para la localidad era de $16.393. Alrededor del 24,4% de la población estaban por debajo del umbral de pobreza.

## Educación
La ciudad es sede de la Universidad de Yale, que forma parte de la prestigiosa Ivy League. Las Escuelas Públicas de New Haven gestiona escuelas públicas.

## Personas destacadas
- Josiah Williard Gibbs (1839-1903), físico teórico.
- Paul Giamatti (1967), actor y comediante.
- Alfred Newman (1900-1970), compositor de bandas sonoras para cine.
- George W. Bush (1946), político, empresario, presidente de los Estados Unidos periodo 2001-2009.
- Maria O'Donell (1970), Periodista, escritora y politóloga.
- John Forbes Kerry (1943), senador en cuatro ocasiones y candidato a la presidencia de los Estados Unidos en 2004.
- Karen Anne Carpenter (1950-1983), cantante y batería del dúo "The Carpenters".
- Bernard Wolfe (1915-1985), escritor y novelista de ciencia ficción.
- Noah Webster (1758-1843), autor del primer diccionario estadounidense.
- César Pelli (1926-2019), prestigioso arquitecto argentino nacionalizado estadounidense.
- Michael Bolton (1953), cantante estadounidense.
- Hatebreed, banda de metalcore/hardcore punk de Bridgeport y New Haven. Fue formada en noviembre de 1994 por Jamey Jasta, Dave Russo, Larry Dwyer y Chris Beattie.